# Sándor Ferenczi

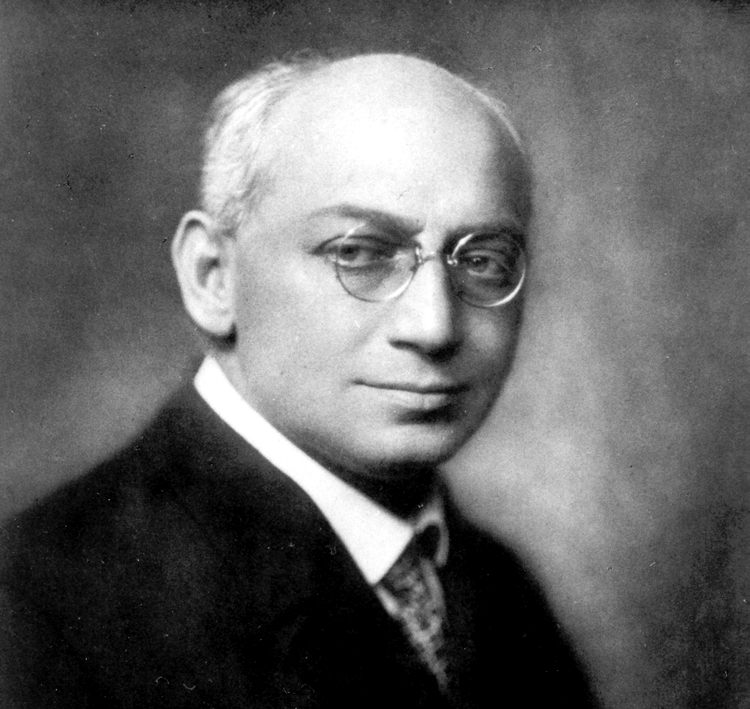
Sándor Ferenczi, undatierte Fotografie von Aladár Székely

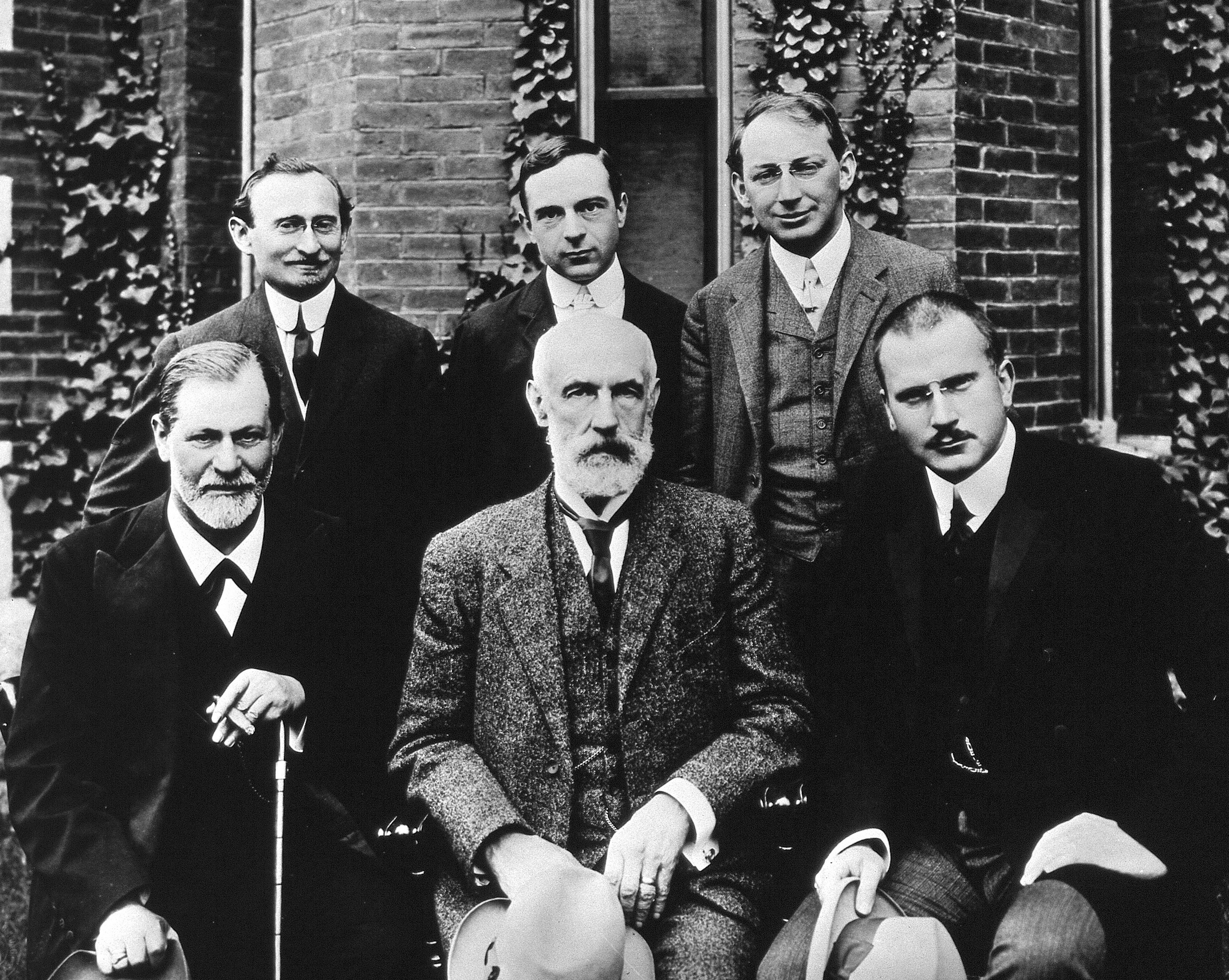
Gruppenfoto 1909 vor der Clark University. Vorne: Sigmund Freud, Granville Stanley Hall, Carl Gustav Jung. Hinten: Abraham A. Brill, Ernest Jones, Sandor Ferenczi.

Sándor Ferenczi (* 7. Juli 1873 in Miskolc, Österreich-Ungarn; † 22. Mai 1933 in Budapest) war ein ungarischer Neurologe und Psychoanalytiker.

## Leben und Werk
Sándor Ferenczi war das achte von zwölf Kindern des Ehepaars Baruch und Rosa Fraenkel (geb. Eibenschütz). Sein Vater, ein Buchhändler und Verleger aus dem polnischen Galizien, ließ seinen Namen 1879 zu Bernát Ferenczi magyarisieren. Ferenczi absolvierte die protestantische Schule in seinem Heimatort Miskolc und studierte anschließend in Wien Medizin. Nach der Promotion 1894 war er am Budapester Hospital Szent Erzsébet als Neurologe tätig. Er hatte sich längere Zeit mit den psychoanalytischen Schriften Freuds auseinandergesetzt, bevor er Freud Anfang 1908 in Wien aufsuchte und dessen Schüler wurde.
Auf dem ersten Kongress, den die junge, sich gerade erst organisierende psychoanalytische Bewegung am 27. April 1908 in Salzburg veranstaltete, hielt Ferenczi einen Vortrag, in dem er eine revolutionäre Programmatik als Konsequenz der Freud’schen Psychoanalyse entwarf. Die durch Freuds Erkenntnisse ermöglichte „innere Revolution“, meinte er damals, könne „die erste Revolution [sein], die der Menschheit eine wirkliche Erleichterung schüfe“. Die gleiche Position vertrat auf diesem Kongress auch Otto Gross. Freud war allerdings strikt gegen eine solche Perspektive und wollte sich auf keine Diskussion darüber einlassen: „Wir sind Ärzte und wollen Ärzte bleiben.“ Gross insistierte und wurde verstoßen; Ferenczi konzentrierte sich fortan auf die klinische Arbeit und wurde zum engsten Mitarbeiter und persönlichen Freund Freuds. Auf die kulturkritische Dimension ihres gemeinsam anvisierten aber nie vollendeten Projekts einer „Bioanalyse“ sowie auf Spuren Ferenczis etwa in Freuds Jenseits des Lustprinzips weist die Forschung in den letzten Jahren hin. Ab 1913 arbeitete er zusammen mit Otto Rank als Redakteur der Internationalen Zeitschrift für ärztliche Psychoanalyse.
Zu Beginn des Ersten Weltkriegs wurde Ferenczi als Militärarzt einberufen. Aufgrund seines Alters konnte er jedoch im Land bleiben, musste allerdings seine Budapester Privatpraxis, die er zu diesem Zeitpunkt betrieb, aufgeben. Im Jahr 1918 erhielt Ferenczi den neugeschaffenen Lehrstuhl für Psychoanalyse an der Medizinischen Universität Budapest, der bereits zwei Jahre später von der Regierung Miklós Horthy wieder abgeschafft wurde. Ferenczi eröffnete erneut eine Privatpraxis, die er bis zu seinem Tod weiterführte. Während der Ungarischen Räterepublik im Frühling 1919 konnte Sándor Radó erreichen, dass Ferenczi als Universitätsprofessor unter Béla Kun berufen wurde. Ferenczi wurde damit der weltweit erste Universitätsprofessor für Psychoanalyse und wurde nach dem Zusammenbruch der Räterepublik aus der Königlichen Budapester Ärztekammer ausgeschlossen.
Ferenczi entwickelte sich zu einem der produktivsten und kreativsten Psychoanalytiker. Er hat viele Ideen der erst Jahrzehnte später ausgearbeiteten Objektbeziehungstheorie und Psychotraumatologie in seinen Schriften vorweggenommen. Gemeinsam mit Otto Rank propagierte er in der Schrift Entwicklungsziele der Psychoanalyse (1924) eine aktivere Behandlungstechnik mit stärkerem Engagement des Psychoanalytikers (siehe auch: Reparenting).
Einen bedeutenden Stellenwert in seiner Theorie haben die Betonung der wichtigen Rolle realer Kindheitserfahrungen in der Ätiologie von psychischen Störungen sowie die Entstehung des archaischen Über-Ichs durch Introjektion des traumatisierenden Objekts („Super-Ego-Intropression“). So beschrieb Ferenczi 1932 den Abwehrmechanismus der Identifikation mit dem Aggressor als Effekt einer entgleisenden Erwachsenensexualität und -leidenschaftlichkeit auf die Kinderseele und verrückte damit erheblich den theoretischen Fokus von den infantilen Sexualphantasien zur realen Schädigung durch exogene Faktoren.
In seinen letzten Lebensjahren kam er auch auf das einst aufgegebene Programm zurück, mittels der psychoanalytischen Erkenntnisse eine „innere Revolution“ als neue Etappe der Aufklärung zu konzipieren. Einst hatte er die dem Kinde erzieherisch introjizierten „inappellierbaren Prinzipien“ als Nährboden der Neurose und deshalb als untaugliche Instanz zur Verhaltenssteuerung des Erwachsenen angesehen. Gegen Ende seines Lebens wagte er nun, mit einem neuen Freud’schen Begriff gegen Freuds Intentionen den „Abbau des Über-Ichs“ als Ziel einer konsequenten Analyse zu postulieren.
Ferenczis eigenständige Entwicklungen in der therapeutischen Technik führten in den 1920er Jahren zur Trübung seines Verhältnisses zu Freud. Während dieser zunehmend kritisch auf Ferenczis therapeutische Neuerungen reagierte, zeigte sich Ferenczi irritiert über das, was er Freuds „therapeutischen Nihilismus“ nannte. Sein Tagebuch vermerkt am 1. Mai 1932 eine in jedem Sinne verräterische, private Äußerung Freuds: „Die Patienten sind ein Gesindel“. Er kommentiert: „Die Patienten sind nur gut, um uns leben zu lassen und sie sind Stoff zum Lernen. Helfen können wir ihnen ja nicht.“ Dennoch spiele man unaufrichtigerweise mit den Hoffnungen und Heilserwartungen der Leidenden.
Im September 1932 hielt er auf dem 12. Internationalen Psychoanalytischen Kongress in Wiesbaden den Vortrag Sprachverwirrung zwischen dem Erwachsenen und dem Kind., den er zuvor Freud persönlich vorgestellt hatte. In diesem Vortrag konfrontierte er Freud und seine Anhänger mit einer grundsätzlichen theoretischen Umbesinnung in Fragen der Ätiologie seelischer Störung. Das psychoanalytische Establishment, allen voran Freud selbst, sah in der Betonung exogener Traumatisierung eine theoretische Regression zu der in Freuds gedanklicher Entwicklung frühzeitig überwundenen, sogenannten Verführungstheorie. Ferenczis dissidente Ansichten wurden schließlich von Freud auf einen paranoiden Persönlichkeitsverfall zurückgeführt. Ferenczis eigene Perspektive auf das Zerwürfnis mit Freud lässt sich in Das klinische Tagebuch nachvollziehen, verfasst in seinem letzten Lebensjahr.
Ferenczi starb im Mai 1933, einige Monate nach seiner letzten Begegnung mit Freud, an perniziöser Anämie.

## Rezeption
Zu Ferenczis einflussreichen Analysanden zählen Michael Balint, Melanie Klein, Ernest Jones und Clara Thompson. Befreundet war Sándor Ferenczi seit September 1921 mit Georg Groddeck. Ohne selbst ausdrücklich eine Schule begründet zu haben, gilt Ferenczi als zentrale Gründungsfigur der von Balint nachträglich so benannten „Budapester Schule“ der Psychoanalyse.
Das diskrete Verdikt Freuds und des psychoanalytischen Mainstreams über Ferenczi und die Traumatheorie wirkte jahrzehntelang nach. Ernest Jones übernahm die Pathologisierung Ferenczis in seiner Freud-Biografie für die offizielle Geschichtsschreibung der Psychoanalyse. Nachdem in den 60er Jahren erste Arbeiten zu Ferenczi veröffentlicht wurden, setzte erst Mitte der 80er Jahre eine kontroverse Wiederentdeckung und Rehabilitation seines Denkens ein. In Deutschland berufen sich u. a. Luise Reddemann und Mathias Hirsch für die Traumatheorie auf den späten Ferenczi. Entscheidenden Anteil an dieser Renaissance hatte die breitenwirksame Wiederveröffentlichung des Aufsatzes von 1932 in Jeffrey Massons „The Assault on Truth“ von 1984, sowie die Veröffentlichung des klinischen Tagebuches aus dieser Zeit im Jahr 1985. (Deutsche Erstveröffentlichung 1988 unter dem Titel: Ohne Sympathie keine Heilung) Die metapsychologischen Implikationen der Traumatheorie, wie sie Ferenczi in Das klinische Tagebuch entwirft, hat Raluca Soreanu in zahlreichen jüngeren Publikationen demonstriert.
1993 wurde zum Ferenczi-Jahr ausgerufen. Im gleichen Jahr fand die erste Internationale Ferenczi Konferenz in New York statt.

## Schriften
- Über Aktual- und Psychoneurosen im Lichte der Freudschen Forschungen und über die Psychoanalyse. In: Internationale klinische Rundschau. XXII. Jahrgang, Nr. 48. Wien 29. November 1908, S. 755–757 (Digitalisat [abgerufen am 11. Juli 2023]). (Teil 1)
- Über Aktual- und Psychoneurosen im Lichte der Freudschen Forschungen und über die Psychoanalyse. In: Internationale klinische Rundschau. XXII. Jahrgang, Nr. 49. Wien 6. Dezember 1908, S. 775–776 (Digitalisat [abgerufen am 11. Juli 2023]). (Teil 2)
- Über Aktual- und Psychoneurosen im Lichte der Freudschen Forschungen und über die Psychoanalyse. In: Internationale klinische Rundschau. XXII. Jahrgang, Nr. 50. Wien 13. Dezember 1908, S. 791–793 (Digitalisat [abgerufen am 11. Juli 2023]). (Teil 3)
- Über Aktual- und Psychoneurosen im Lichte der Freudschen Forschungen und über die Psychoanalyse. In: Internationale klinische Rundschau. XXII. Jahrgang, Nr. 51. Wien 20. Dezember 1908, S. 805–807 (Digitalisat [abgerufen am 11. Juli 2023]). (Teil 4)
- Sándor Ferenczi, Sigmund Freud, Karl Abraham, Ernst Simmel: Zur Psychoanalyse der Kriegsneurosen. Internationaler Psychoanalytischer Verlag, Wien 1919.
- Populäre Vorträge über Psychoanalyse. Internationaler Psychoanalytischer Verlag, Leipzig/Wien/Zürich 1922. Neun Vorträge wurden wieder aufgenommen in: Zur Erkenntnis des Unbewussten: Schriften zur Psychoanalyse. Hrsg. von Helmut Dahmer. Fischer-Taschenbuch-Verlag, Frankfurt am Main 1989, ISBN 3-596-24621-0. Neuauflage: Psychosozial-Verlag, Gießen 2005, ISBN 3-89806-408-5.
- Sándor Ferenczi, Otto Rank: Entwicklungsziele der Psychoanalyse: zur Wechselbeziehung von Theorie und Praxis. Internationaler Psychoanalytischer Verlag, Wien 1924. Neuauflage: Turia und Kant, Wien 1995, ISBN 3-85132-088-3. Nachdruck 2009, ISBN 978-3-85132-493-8.
- Versuch einer Genitaltheorie. Internationaler Psychoanalytischer Verlag, Wien 1924.
- Zur Psychoanalyse von Sexualgewohnheiten mit Beiträgen zur therapeutischen Technik. Internationaler Psychoanalytischer Verlag, Wien 1925.
- Bausteine zur Psychoanalyse. 4 Bände. Internationaler Psychoanalytischer Verlag, Leipzig/Wien/Zürich 1927–1939. 3., unveränderte Auflage: Huber, Bern/Stuttgart 1984.
- Schriften zur Psychoanalyse. Auswahl in 2 Bänden. Herausgegeben und eingeleitet von Michael Balint. S. Fischer, Frankfurt am Main 1970–1972. Letzter Nachdruck: Psychosozial Verlag, Gießen 2004.

Briefe
- Sigmund Freud, Sándor Ferenczi: Briefwechsel. Herausgegeben von Ernst Falzeder und Eva Brabant. Böhlau, Wien.
  - Band I/1, 1908–1911 (1993)
  - Band I/2, 1912–1914 (1993)
  - Band II/1, 1914–1916 (1996)
  - Band II/2, 1917–1919 (1996)
  - Band III/1, 1920–1924 (2003)
  - Band III/2, 1925–1933 (2005)
- Sandor Ferenczi, Georg Groddeck: Briefwechsel 1921–1933. Deutsche Erstausgabe: Fischer-Taschenbuch-Verlag, Frankfurt am Main 1986, ISBN 3-596-26786-2. Stroemfeld/Roter Stern, Frankfurt am Main 2006, ISBN 3-87877-466-4.

Tagebuch
- Ohne Sympathie keine Heilung: Das klinische Tagebuch von 1932. S. Fischer, Frankfurt am Main, Deutsche Erstausgabe 1988, ISBN 3-10-020502-2, Taschenbuchausgabe: Fischer-Taschenbuch-Verlag, Frankfurt am Main 1999, ISBN 3-596-14269-5.

Vorträge
- Psychoanalyse und Pädagogik. Gehalten auf dem I. Psychoanalytischen Kongress in Salzburg (1908).
- Die Leidenschaften der Erwachsenen und deren Einfluss auf Character- und Sexualentwicklung der Kinder. Gehalten im September 1932 auf dem XII. Internationalen Psychoanalytischen Kongress, der vom 4. bis 7. September in Wiesbaden stattfand. Veröffentlicht in: Internationale Zeitschrift für Psychoanalyse. 19, 1933, S. 5–15.[24] und Sprachverwirrung zwischen den Erwachsenen und dem Kind. (Die Sprache der Zärtlichkeit und der Leidenschaft). (Memento vom 25. März 2016 im Internet Archive) Internationale Zeitschrift für Psychoanalyse, XIX. Band 1933 Heft 1/2 (PDF, 11 Seiten, 3,2 MB).